# Crucero de Grutas
Crucero de Grutas är en ort i Mexiko.   Den ligger i kommunen Pilcaya och delstaten Guerrero, i den sydöstra delen av landet, 90 km söder om huvudstaden Mexico City. Crucero de Grutas ligger 1 168 meter över havet och antalet invånare är 417.
Terrängen runt Crucero de Grutas är huvudsakligen kuperad, men österut är den platt. Runt Crucero de Grutas är det ganska tätbefolkat, med 108 invånare per kvadratkilometer. Närmaste större samhälle är Taxco de Alarcón, 16,5 km sydväst om Crucero de Grutas. I omgivningarna runt Crucero de Grutas växer huvudsakligen savannskog.